# أدونيس كيليني
أدونيس كيليني (الاسم العلمي: Adonis cyllenea) نوع نباتي ينتمي إلى جنس الأدونيس أو عين الجمل من الفصيلة الحوذانية.